# Хондроларингопластика

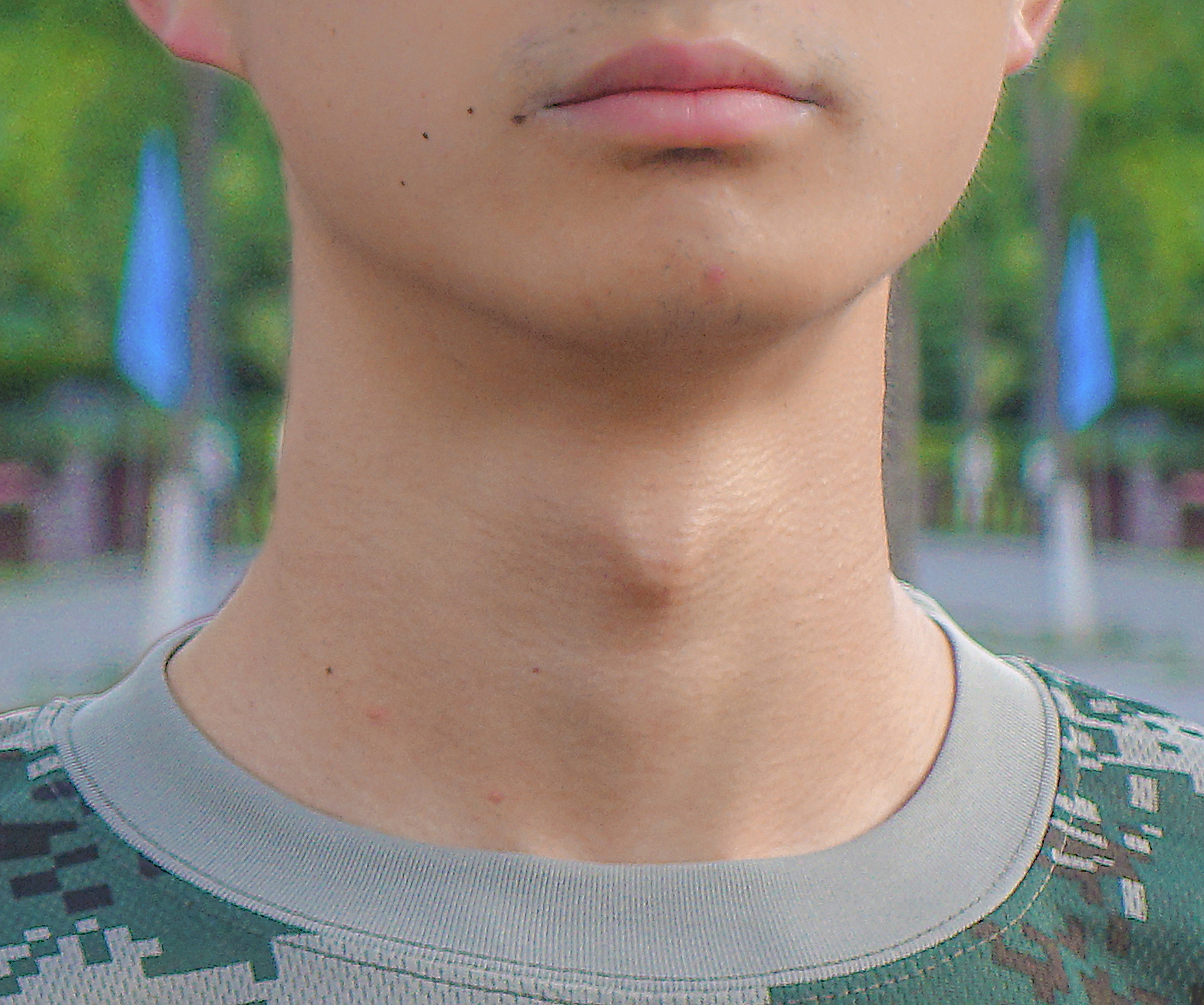
Выступ гортани мужчины

Хондроларингопластика — видоизменение гортани с уменьшением её выступа. Операция по уменьшению или удалению кадыка.
Гортань образована хрящами. У мужчин выступ гортани (ларингеальный выступ, кадык) выдаётся гораздо заметнее, чем у женщин.
Щитовидный хрящ может быть видоизменен путём хирургического вмешательства (операция по пластике щитовидного хряща или хондроларингопластика), направленного на уменьшение размера кадыка. Эту операцию можно проделать одновременно с операцией на голосовых связках по изменению тона голоса или отдельно.
Хондроларингопластика выполняется через поперечный разрез по нижней шейной складке длиной около 1,5 см с резекцией выступающего угла щитовидного хряща.
Хирургическая идея и сама процедура предложена Дугласом Оустерхаутом (Douglas Ousterhaut) в 1987 г.